# Abraham Zapruder
Abraham Zapruder (15. května 1905 Kovel, Ukrajina – 30. srpna 1970 Dallas) byl americký výrobce dámského oblečení, který dne 22. listopadu 1963 filmoval svou amatérskou kamerou průjezd prezidentské kolony Johna F. Kennedyho na náměstí Dealey Plaza v Dallasu. Během svého natáčení nečekaně zachytil i atentát, jehož následkům prezident Kennedy takřka okamžitě podlehl. Zapruderův film se tak stal pravděpodobně nejlepším a nejúplnějším záznamem této události.

## Životopis
Abraham Zapruder se narodil v ruské židovské rodině ve městě Kovelu na Ukrajině (tehdy spadala pod Ruské impérium). Do ruské školy chodil pouze několik málo let, neboť se jeho rodina, roku 1920, rozhodla uprchnout před ruskou občanskou válkou do New Yorku (USA). Na Manhattanu našel práci v oděvní továrně. V roce 1933 se oženil a narodily se mu dvě děti.
Roku 1941 se za prací přestěhoval do Dallasu, kde získal práci ve firmě se sportovním oblečením Nardis. V roce 1954 se stal spoluzakladatelem společnosti Jennifer Juniors, Inc., která produkovala dvě značky oblečení Chalet a Jennifer Juniors. Jeho kancelář se nacházela v budově Dal-Tex Building, která se nachází přímo naproti Texaskému knižnímu velkoskladu. Zapruder zemřel na rakovinu žaludku v Dallasu 30. srpna 1970 v Parkland Memorial Hospital, ve stejné nemocnici, kde zemřeli Kennedy, Oswald a později Jack Ruby, který Oswalda zabil;  později byl pohřben na hřbitově Emanu-El v Dallasu.

## Svědkem atentátu
Abraham Zapruder neměl původně v plánu průjezd kolony filmovat, což si ovšem později rozmyslel a vrátil se do kanceláře pro svou kameru Bell & Howell. Touto kamerou nečekaně zachytil i atentát na prezidenta Kennedyho a jeho film, později pojmenovaný jako Zapruderův, se stal jedním z nejpodrobněji prostudovaných filmů vůbec, jelikož jej při svém šetření využila Warrenova komise jako jeden z opěrných bodů.
Zapruder natočil atentát kamerou  Model 414 PD 8 mm Bell & Howell Zoomatic Director Series movie camera zakoupenou roku 1962, s použitím barevného filmu Kodak Kodachrome II. Tato sekvence, sestávající ze 486 snímků je všeobecně známá pod názvem Zapruderův film.